# Pietro Bongo

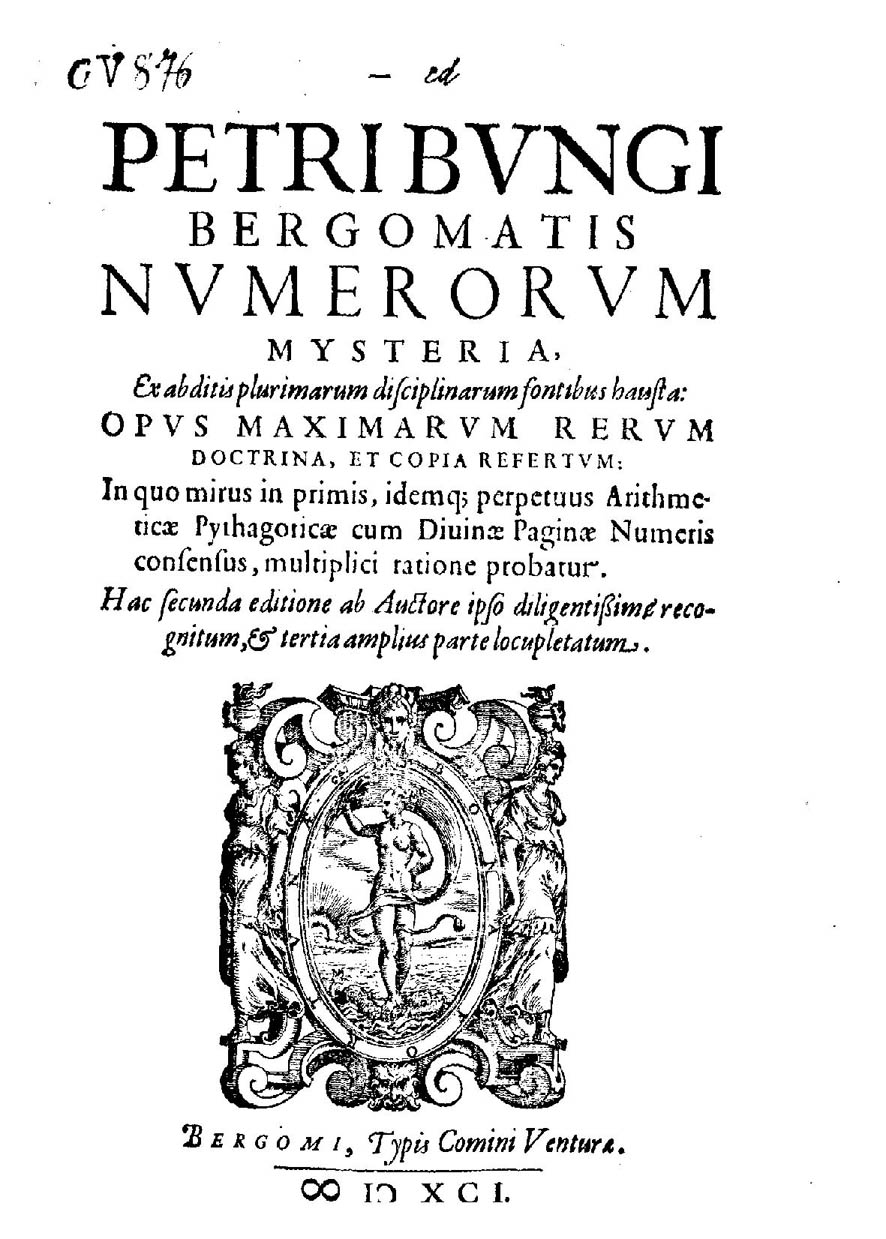
Numerorum mysteria, 1591

Pietro Bongo (auch Petrus Bungus, Pietro Bungo) (* 1. Hälfte des 16. Jahrhunderts in Bergamo, Republik Venedig; † 24. September 1601 ebenda) war ein italienischer Universalgelehrter, der insbesondere mit einem monumentalen Werk zur Zahlensymbolik (Numerologie) hervorgetreten ist. 
Er war auch für seine scharfe Kritik an Martin Luther und der reformatorischen Bewegung seiner Mitstreiter bekannt. So versuchte er, Luther mit der Zahl 666 in Verbindung zu bringen, indem er Luthers Namen und seine theologischen Ansichten einer gematrischen Analyse unterwarf. Während einige katholische Theologen seine Bemühungen unterstützten, sahen viele die numerologischen Ansätze als wenig überzeugend oder sogar lächerlich an. In der breiteren protestantischen Gemeinschaft wurde seine Bemühung als Beispiel für die verzweifelten Versuche der katholischen Kirche gedeutet, die Reformation aufzuhalten.

## Leben
Pietro Bongo entstammte der ehemals einflussreichen guelfischen Adelsfamilie der Bonghi.
Bongo studierte die vier mathematischen Künste des Quadriviums: Arithmetik und Geometrie, Musiktheorie und Astronomie, sowie Philosophie und Theologie, daneben die klassische Dichtung und die Geheimwissenschaften der Magie und Kabbalistik. Er beherrschte die hebräische, griechische und lateinische Sprache.
Er erhielt eine Stelle als Prediger und Kantor und ein Kanonikat an der Kathedrale S. Alessandro in seiner Heimatstadt. Besondere Beziehungen hatte er zu den Kardinälen Ludovico Madruzzo und Gian Girolamo Albani. In Austausch stand er mit dem Dichter Camillo Camilli, dem ebenfalls stark an Numerologie interessierten Autor Publio Fontana und dem Mathematiker und Philosophen Giuseppe Unicorni.

## Bedeutung
Bongos Hauptinteresse galt der pythagoreischen Zahlenspekulation, die nach seinem Verständnis fast vollständig aus jüdischer Tradition schöpfte, einer Arkanwissenschaft, die nichts mit gewöhnlicher „kaufmännischer“ Rechenkunst gemein habe, sondern die zur platonischen Erkenntnis des göttlichen Urbildes der Zahlen verhelfen könne. Diese Kenntnisse böten nicht nur adäquate Erklärungsansätze für den Bau der Welt, sondern auch für anderweitig nicht zu lösende Probleme bei der Auslegung der Bibel.
Seine Bedeutung liegt vor allem darin, die gelehrte Zahlensymbolik von 400 Autoren in systematischer Weise zusammengestellt zu haben, ohne das die wichtigen symbolischen Voraussetzungen der Antike, des Mittelalters und der Renaissance nicht historisch fundiert erforscht werden können.
Bongos numerologisches Werk erschien in immer umfangreicheren Auflagen unter folgenden Titeln:
- De mystica quaternarii numeri significatione, Bergamo 1583
- De mystica numerorum significatione, Bergamo 1584; Venedig 1585
- Mysticae numerorum significationis liber, Bergamo 1585 u.ö.
- Numerorum mysteria, Bergamo 1591
- Numerorum mysteria, Bergamo 1599 (danach alle weiteren Auflagen)

Moderne Ausgabe
- Numerorum mysteria, Nachdruck der Ausgabe Bergamo 1599, hrsg. und eingeleitet von Ulrich Ernst, Hildesheim u. a. 1983